# Adiós
Adiós – gmina w Hiszpanii, w Nawarze, o powierzchni 7,72 km². W 2011 roku gmina liczyła 189 mieszkańców.